# Francesca Martinelli

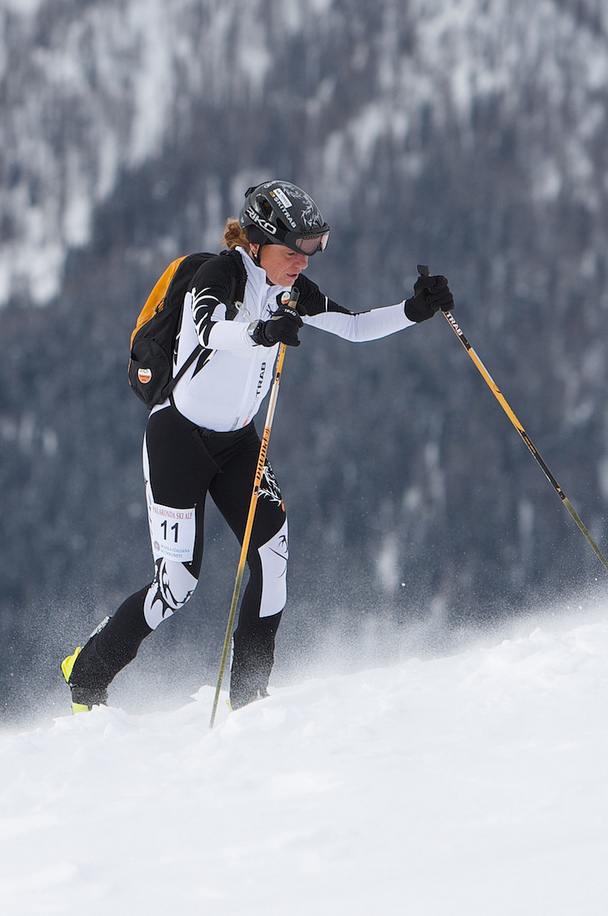
Francesca Martinelli

Francesca Martinelli (* 13. März 1971 in Mailand) ist eine italienische Skibergsteigerin.
Martinelli begann 1980 mit dem Skibergsteigen und bestritt mit der Teilnahme an der Gara dell'Adamello im Jahr 2003 ihren ersten Wettkampf. 2005 wurde sie Mitglied der Nationalmannschaft.

## Erfolge (Auswahl)
- 2004: 1. Platz Weltmeisterschaft Skibergsteigen Team mit Cristina Favre-Moretti

- 2005:
  - 2. Platz bei der Europameisterschaft Staffel (mit Gloriana Pellissier und Christiane Nex)
  - 6. Platz bei der Europameisterschaft Vertical Race
  - 6. Platz bei der Europameisterschaft Skibergsteigen Einzel
  - 7. Platz bei der Europameisterschaft Skibergsteigen Team mit Astrid Renzler

- 2006:
  - 1. Platz Weltmeisterschaft Skibergsteigen Team (mit Roberta Pedranzini)
  - 1. Platz Weltmeisterschaft Skibergsteigen Staffel (mit Chiara Raso, Roberta Pedranzini und Gloriana Pellissier)

- 2007:
  - 1. Platz bei der Europameisterschaft Skibergsteigen Team mit Pedranzini
  - 1. Platz bei der Europameisterschaft Skibergsteigen Staffel (mit Gloriana Pellissier und Roberta Pedranzini)
  - 1. Platz bei der Trofeo Mezzalama mit Gloriana Pellissier und Roberta Pedranzini
  - 1. Platz beim Mountain Attack
  - 1. Platz beim Sellaronda Skimarathon mit Roberta Pedranzini
  - 2. Platz Europameisterschaft Skibergsteigen Kombinationswertung
  - 4. Platz bei der Europameisterschaft Skibergsteigen Einzel
  - 9. Platz bei der Europameisterschaft Vertical Race

- 2008:
  - 1. Platz bei der Weltmeisterschaft Skibergsteigen Langdistanz
  - 1. Platz Weltmeisterschaft Skibergsteigen Team (mit Roberta Pedranzini)
  - 1. Platz beim Mountain Attack
  - 2. Platz Weltmeisterschaft Vertical Race
  - 2. Platz Weltmeisterschaft Skibergsteigen Kombinationswertung
  - 2. Platz Weltmeisterschaft Skibergsteigen Staffel (Gloriana Pellissier, Roberta Pedranzini und Elisa Fleischmann)
  - 3. Platz Weltmeisterschaft Skibergsteigen Einzel

### Pierra Menta
- 2006: 1. Platz mit Roberta Pedranzini
- 2007: 1. Platz mit Roberta Pedranzini
- 2008: 2. Platz mit Roberta Pedranzini